# Dosiad

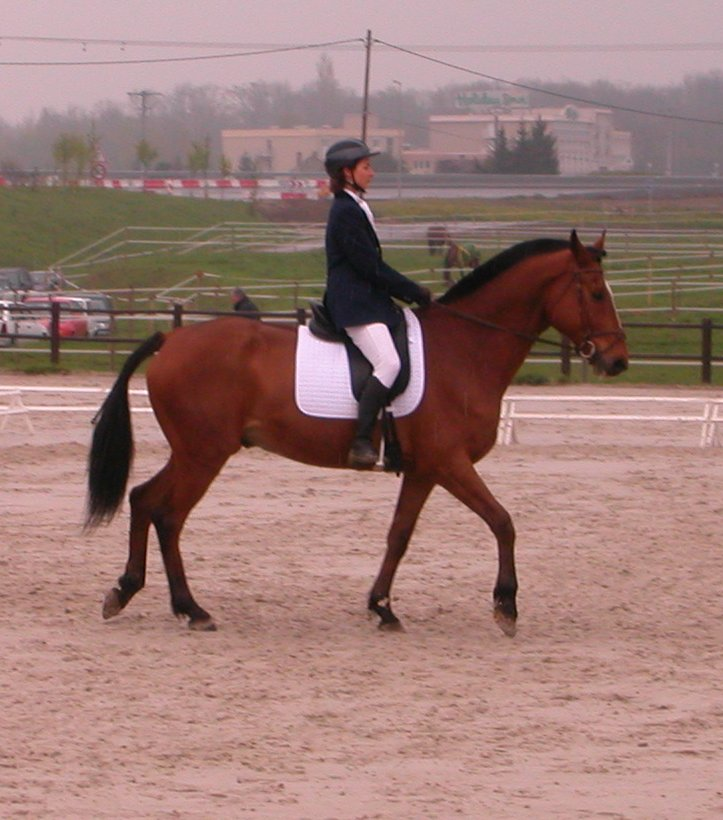
Prawidłowy dosiad ujeżdżeniowy w stępie

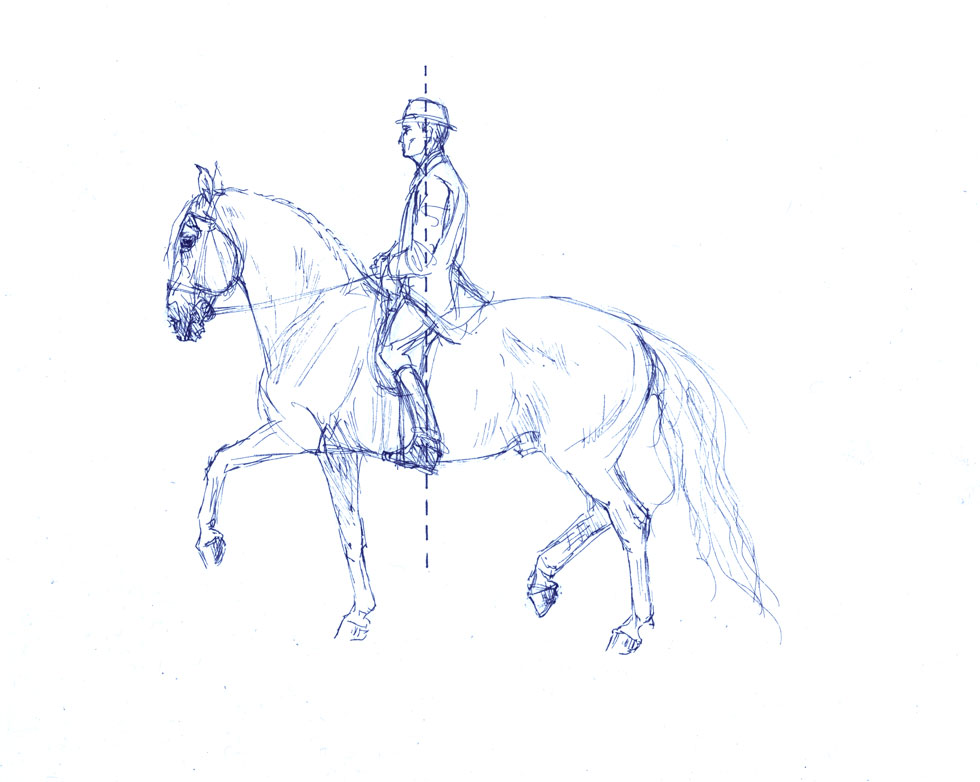
Rozmieszczenie środka ciężkości w prawidłowym dosiadzie

Dosiad – układ ciała jeźdźca na koniu mający na celu optymalne rozłożenie ciężaru i zachowanie równowagi, umożliwiający kontrolę nad ruchami konia i podążanie za nimi.
Wyróżniamy następujące rodzaje dosiadu w jeździectwie klasycznym: ujeżdżeniowy, półsiad i stiplowy.

## Ujeżdżeniowy
Zwany też podstawowym lub półwidłowym. Używany w podstawowym treningu jeźdźców oraz dyscyplinie dresażu (ujeżdżenia). Po opanowaniu go, możliwa jest nauka innych form dosiadu. Dosiad ten najbardziej pośród innych form obciąża grzbiet wierzchowca.
Kryteria prawidłowego dosiadu:
- Jeździec siedzi tak, żeby można było poprowadzić prostą linię, przez bark, biodro i piętę. Cały czas musi pozostawać rozluźniony i w równowadze. W istocie, dosiad ujeżdżeniowy jest podobny do stania na ziemi w rozkroku i z ugiętymi kolanami. Różni się jedynie ułożeniem stóp;
- Głowa jest zwrócona na wprost, nie przekrzywiona w żadną stronę. Wzrok należy kierować ponad uszami konia;
- Barki są rozluźnione, skierowane nieco do tyłu, w celu wysunięcia do przodu klatki piersiowej;
- Ramiona znajdują się przed pionem, stawy łokciowe lekko przylegają do tułowia;
- Ręce są zamknięte w pięść, lecz nie zaciskają się. Wodza przechodzi pomiędzy małym a serdecznym palcem, przez wnętrze dłoni i uchodzi na zewnątrz pomiędzy palcem wskazującym a kciukiem, który tworzy rodzaj "daszka" nad pięścią. Ręce nie mogą wyginać się na zewnątrz, ani do wewnątrz. Wraz z przedramionami, tworzą prostą linię względem wodzy;
- Plecy trzymane są prosto, dzięki czemu uwypukla się klatka piersiowa. Nie mogą być zbytnio napięte, gdyż mogłoby to prowadzić do przekazywania koniowi błędnych sygnałów. Utrzymywane są jedynie w takim napięciu, jakie pozwala na zachowanie prostej pozycji w siodle;
- Sposób siedzenia – opieramy się na kościach kulszowych, pilnując, by nie przenieść ciężaru ciała na kość ogonową, czy łonową. Pośladki muszą być rozluźnione, tak jak całe ciało jeźdźca. Biodrami podążamy za ruchem konia, siedząc w najgłębszym miejscu siodła. Jest to bardzo ważne i stanowi podstawowe kryterium wygodnej jazdy (inaczej będziemy się obijać o siodło);
- Uda – wnętrze ud jest lekko skierowane do wewnątrz, są odchylone jak najbardziej do tyłu, bez odrywania kości kulszowych od siodła;
- Kolana – ich położenie jest zależne od ustawienia ud, powinny leżeć nisko i płasko przylegać do siodła;
- Łydki – tworzą z udami kąt 90 stopni (a przy zaawansowanym poziomie umiejętności nawet do ok. 170 stopni). Są przyłożone do boków konia i cofnięte, co umożliwia lekki kontakt z ciałem konia. Ich dolna część leży nieco za popręgiem;
- Pięty są najniższym punktem ciała jeźdźca siedzącego na koniu. Ich położenie wynika z ustawienia łydek;
- Strzemię leży w najszerszym miejscu stopy. Palce stóp są rozluźnione i znajdują się wyżej od pięty. Powinny być skierowane w stronę konia.

## Półsiad
Półsiad służy do częściowego odciążania grzbietu konia. Stosowany w jeździe terenowej, skokach przez przeszkody, oraz pracy z młodymi końmi (koński grzbiet kostnieje dopiero w wieku 6 lat i do tego czasu należy go oszczędzać).

## Stiplowy
Odciąża grzbiet konia w większym stopniu niż półsiad. Stosowany w zawodach WKKW oraz wyścigach. Pozostawia koniowi największą swobodę ruchu.